# 勒马尼奥赖
勒马尼奥赖（法語：Le Magnoray，法語發音：[lə maɲɔʁɛ]）是法国上索恩省的一个市镇，属于沃苏勒区。

## 地理
勒马尼奥赖（47°31'40"N, 6°6'14"E）面积3.55 平方千米，位于法国勃艮第-弗朗什-孔泰大區上索恩省，该省份为法国东部内陆省份，北起顺时针与孚日省、贝尔福地区省、杜省、汝拉省、科多尔省和上马恩省接壤。
与勒马尼奥赖接壤的市镇（或旧市镇、城区）包括：马耶和沙兹洛。

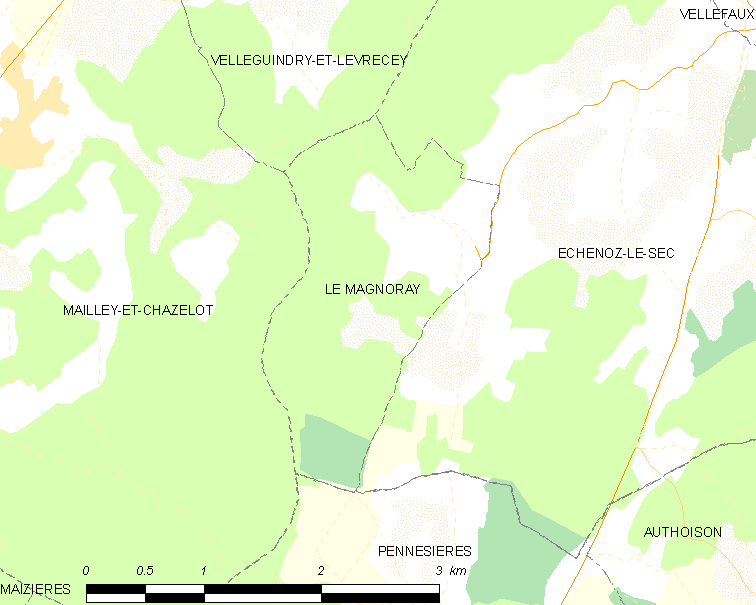
勒马尼奥赖的OSM定位图

勒马尼奥赖的时区为UTC+01:00、UTC+02:00（夏令时）。

## 行政
勒马尼奥赖的邮政编码为70000，INSEE市镇编码为70316。

## 政治
勒马尼奥赖所属的省级选区为里奥县。

## 人口

1962-2008年间勒马尼奥赖人口变化图示

勒马尼奥赖于2022年1月1日时的人口数量为87人。